# 대한민국 제2차 국민투표
대한민국 제2차 국민투표는 1969년 10월 17일 실시되었다.

## 배경
1969년 1월 7일 윤치영 민주공화당 의장서리는 기자회견에서 "대통령연임조항등 현행헌법에 문제점이 있다면 앞으로 검토연구될 수 있다"고 말하고 또한 "무엇보다 강력한 리더십이 있어야 조국근대화와 조국중흥이라는 민족적과업을 완수 할 수 있다"고 강조하면서 헌법개정등 현안문제를 과감하게 처리해야한다고 소신을 밝힘으로써 개헌논의가 처음으로 표면화되었다. 1월 10일 박대통령은 연두기자회견에서 개헌문제에 대한 질문을 받고 "특별한 사유가 없는한 적어도 내 임기중에는 헌법을 고치지 않았으면 하는 소견이라"라고 말하고 "꼭 개헌할 필요가 생긴다 하더라도 연말이나 내년초에 다루어도 늦지 않을 것이라"라고 개헌에 대한 견해를 밝혔다. 2월 3일 민주공화당의원총회에서 개헌논의가 있었던 다음날인 2월 4일 박대통령은 당간부들을 청와대로 불러 당내에서 더 이상 개헌을 거론치 말라고 엄중 지시하였다.
6월 5일에는 다시 법조, 종교, 학계인사들도 가담한 범국민투쟁위원회준비위원회로 그 기구를 확대하고 7월 17일 제헌절을 기해 3선개헌반대범국민투쟁위원회를 발족 시켰다. 6월말부터 7월초에는 전국의 일부대학생들이 개헌반대의 시위를 벌렸다. 대학생들의 개헌반대 "데모"가 계속되자 대학당국은 임시 휴교를 단행하였다.
개헌에 대한 논의가 표면화하자 즉각 반대태도를 표명하고 나선 신민당은 7월 17일 유진오총재가 기자회견에서 "총력을 다해 3선개헌을 저지할 것이다."고 다짐하는 한편 당내외를 망라한 투쟁기구를 조직할 것을 결정하고, 이보다 앞서 개헌반대투쟁위원회의 발기를 선언한바 있는 정쟁법해금인사들과의 단일기구의 형성을 모색했다. 야당의 개헌반대와 학생들의 시위로 정국이 혼란하여지자 박대통령은 7월 25일에 개헌문제에 관한 특별담화를 발표했다. 이 담화문에서 7개조의 항목을 여야정치인에게 제의했다.

1. 개헌 문제를 통해서, 나와 이 정부에 대한 신임을 묻는다.
2. 개헌안이 통과될 때에는, 그것이 곧 국민의 신임으로 간주한다.
3. 개헌안이 부결될 때에는, 그것을 불신임을 간주한다.
4. 여당은 빠른 시일 안에 개헌안을 발의해 줄 것
5. 야당은 합법적으로 개헌 반대 운동을 전개해야 한다.
6. 개헌 찬반에 있어, 폭력과 불법은 배제한다.
7. 정부는 중립을 지켜, 공정한 국민 투표를 관리한다.

박대통령의 7.25 특별성명에 따라 민주공화당은 소속의원에 대한 설득작업과 야당의원 포섭공작을 벌여 신민당의 성낙현, 연주흠, 조흥만 3명이 개헌지지성명을 발표하였다. 개헌안은 8월 7일 윤치영등 121명의 이름으로 국회에 제출되었으며 개헌반대를 위한 야당의 단상점거로 개헌안은 본회의에 보고 발의를 못한채 정부에 직송됐다.
9월 7일 신민당은 개헌찬성을 한 3인에 대하여 의원직을 박탈하기 위한 당해체를 단행하면서 개헌저지에 나섰으며 원내교섭단체로 신민회를 구성했다. 야당이 표대결로 방침을 변경함으로써 여·야간의 개헌일정논의가 합의가 이루어지고 13일에 표결에 들어가기로 결정했다. 9월 13일 제72회 정기국회 제5차 본회의에서 개헌안에 대한 표결 선포가 있자 신민회의원들이 단상을 점거하였고 자정을 넘기면서 산회됐는데, 14일 새벽 2시 33분 공화당·정우회총무단을 비롯 66명의 요구로 소집된 제6차 본회의는 국회 제3별관(특별위원회 회의실)에서 이효상의장이 제6차 본회의의 개의를 선포하였다. 본회의에는 122명(공화/107명 정우회/11명 무소속/4명)이 참석한 가운데 헌법개정안 표결에 들어갔다. 2시43분에 개표시작, 2시 50분에 122명 전원찬성으로 헌법개정안이 가결되었다. 가결된 개헌안은 15일 정부로 이송되었고 정부는 국민투표일을 10월 17일로 결정하고 10월 8일 이를 공고하였다.

## 결과
| 1969년 제6차 헌법개정안 | 1969년 제6차 헌법개정안 | 1969년 제6차 헌법개정안 |
| 찬성 또는 반대          | 득표수                  | 득표율                  |
| ----------------------- | ----------------------- | ----------------------- |
| 찬성                    | 7,553,655               | 65.1%                   |
| 반대                    | 3,636,369               | 31.3%                   |
| 유효표                  | 11,190,024              | 96.43%                  |
| 무효표                  | 414,014                 | 3.57%                   |
| 총 득표수               | 11,604,038              | 100.00%                 |
| 투표율                  | 77.1%                   | 77.1%                   |
| 유권자수                | 15,048,925              | 15,048,925              |

## 같이 보기
- 3선개헌
- 대한민국 헌법 제7호
- 제6차 헌법개정